# Iveco Effeuno
Iveco Effeuno — высокопольный одиночный заднеприводный автобус большой вместимости, выпускаемый итальянской компанией Iveco S.p.A. с 1984 по 1990 год. Вытеснен с конвейера моделью Iveco TurboCity. Городская модель получила индекс 471 (U-Effeuno), пригородная — 571 (S-Effeuno), междугородняя — 671 (I-Effeuno).

## История семейства
Автобус Iveco Effeuno впервые был представлен в 1984 году. С 1985 года также производился троллейбус Iveco Viberti 2471.12 с электрооборудованием Gio. Ansaldo & C. Производство завершилось в 1990 году.

## Особенности
Автобус Iveco Effeuno оснащался дизельным двигателем внутреннего сгорания Fiat 8220.12. Мощность двигателя варьировалась от 203 до 240 л. с. Трансмиссии — Voith D851, ZF 4HP-500 (ZF 5HP-500) или DB. Кроме одиночных автобусов длиной 10500—12000 мм, существуют также сочленённые автобусы длиной 18000 мм.

## Галерея

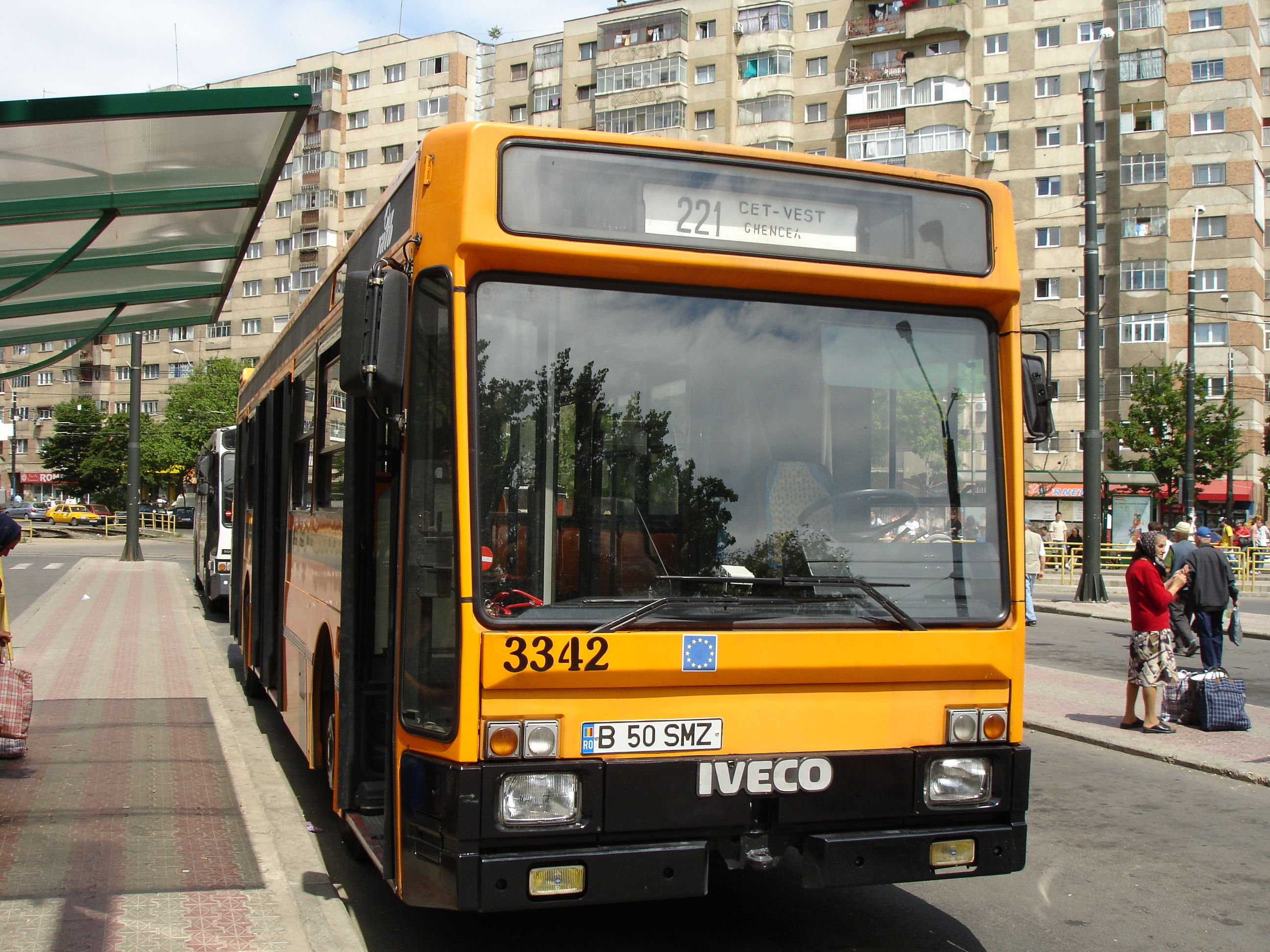
Iveco Effeuno в Бухаресте
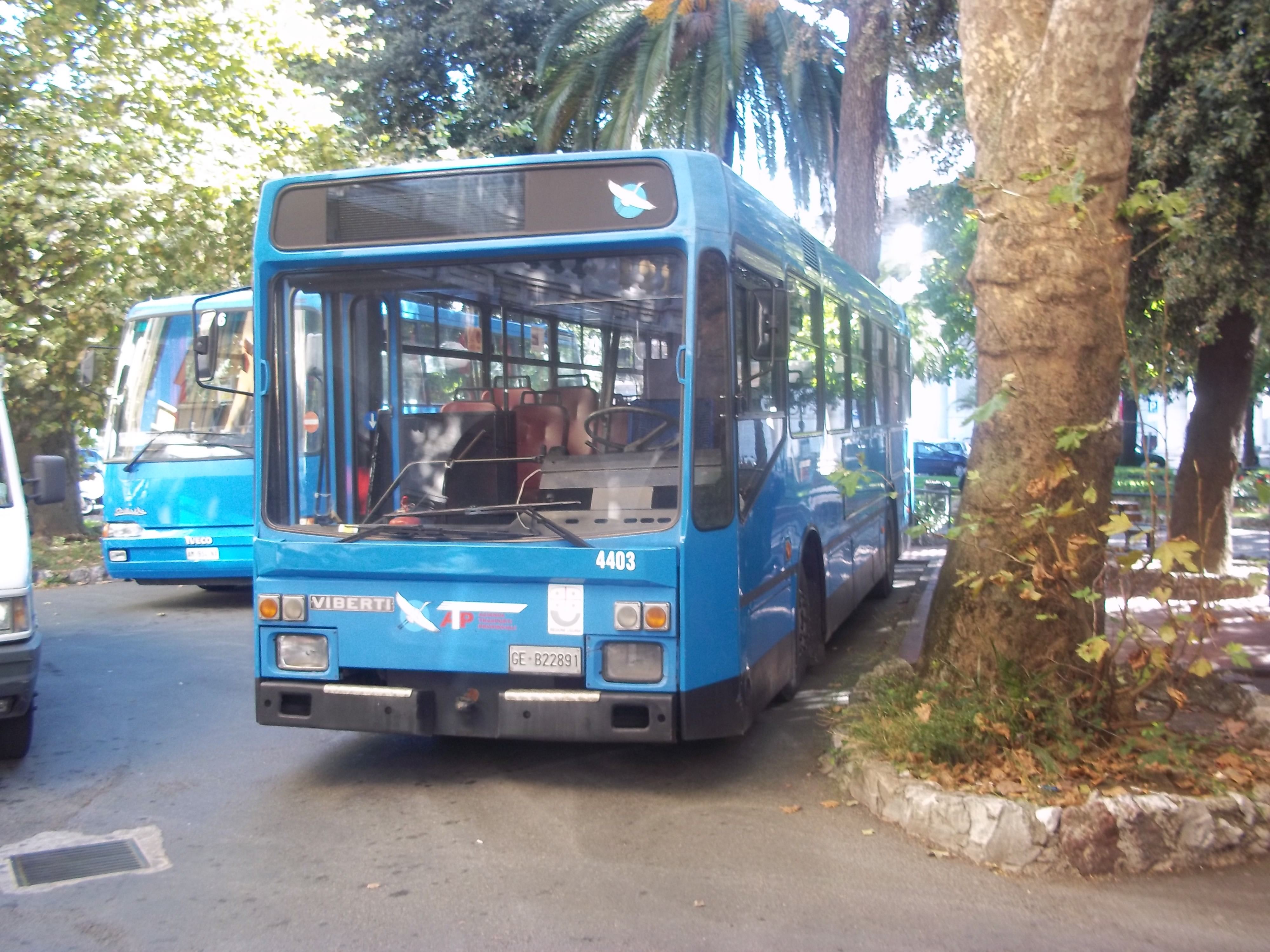
Iveco 671.10
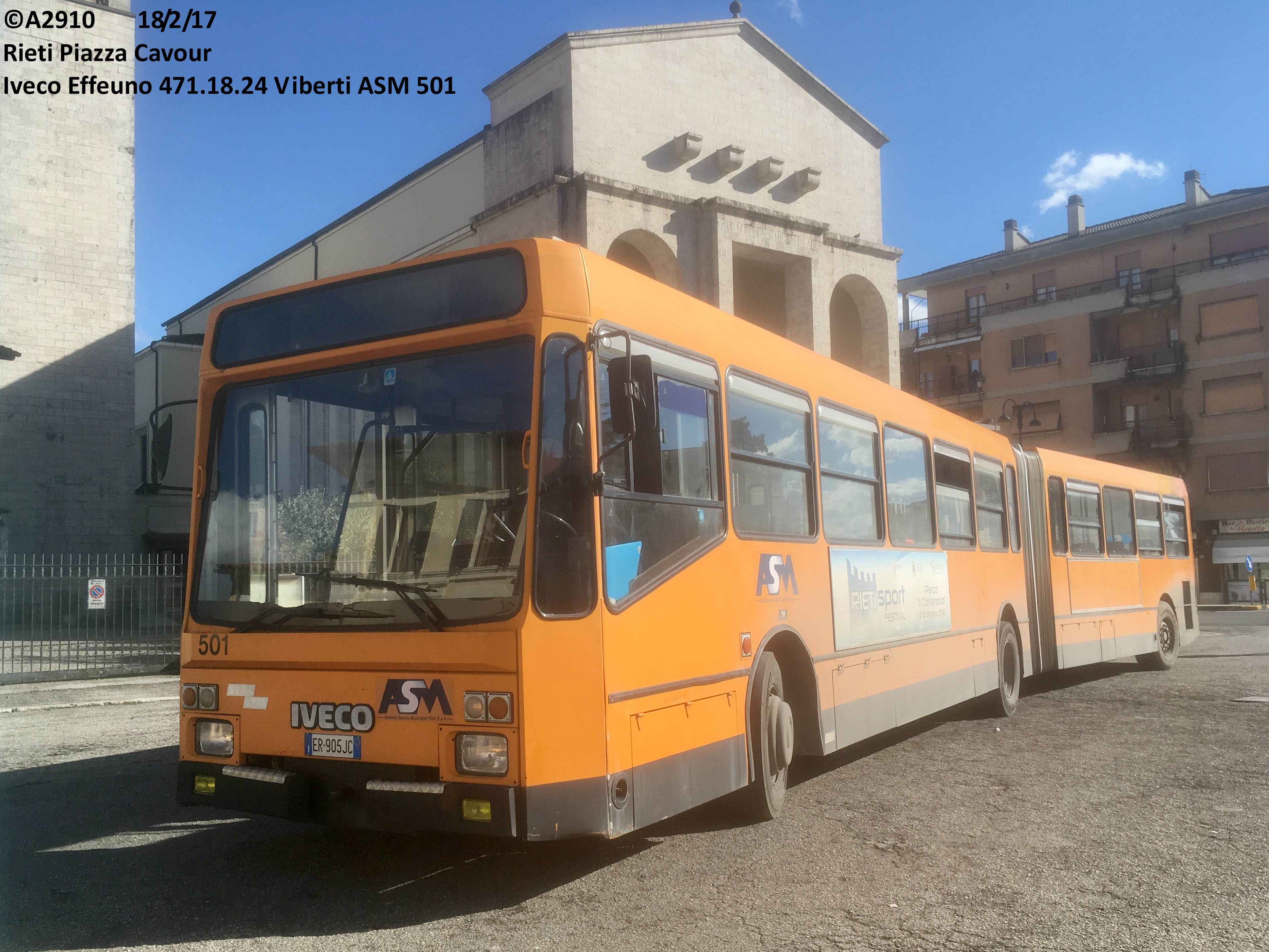
Iveco Effeuno 471.18.24
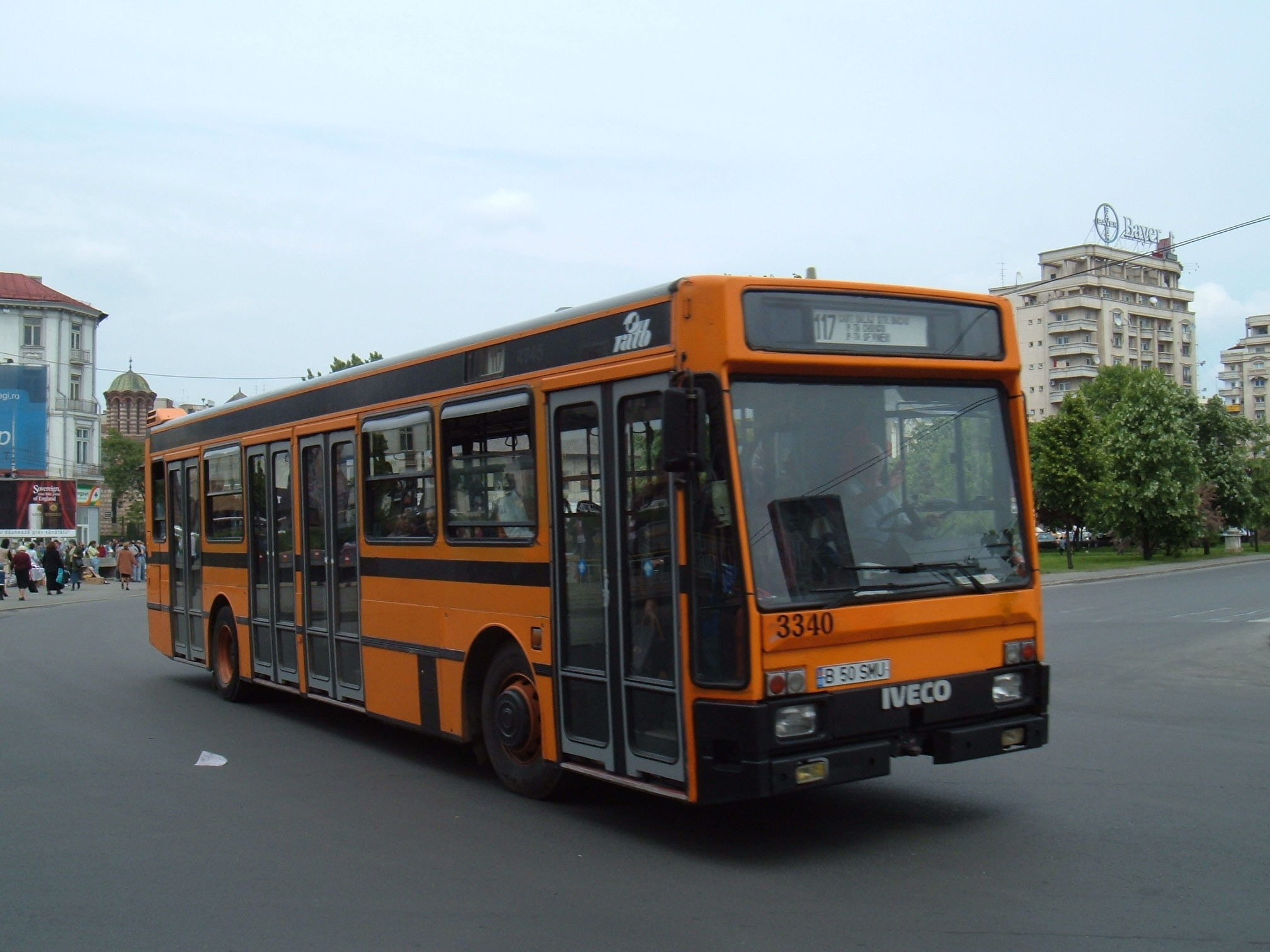
Iveco U-Effeuno